# Hexaédrite
Ne doit pas être confondu avec Hexahydrite.

Diagramme de phase montrant le lien entre la structure et la composition chimique. Les hexaédrites contiennent principalement de la kamacite car leur composition chimique est telle que la kamacite est la seule phase stable.

Les hexaédrites sont une catégorie de météorite de fer. Elles sont composées presque exclusivement de l'alliage fer-nickel appelé kamacite et ont une teneur en nickel plus faible que les octaédrites. La teneur en nickel des hexaédrites est toujours inférieure à 5,8 % et rarement inférieure à 5,3 %.

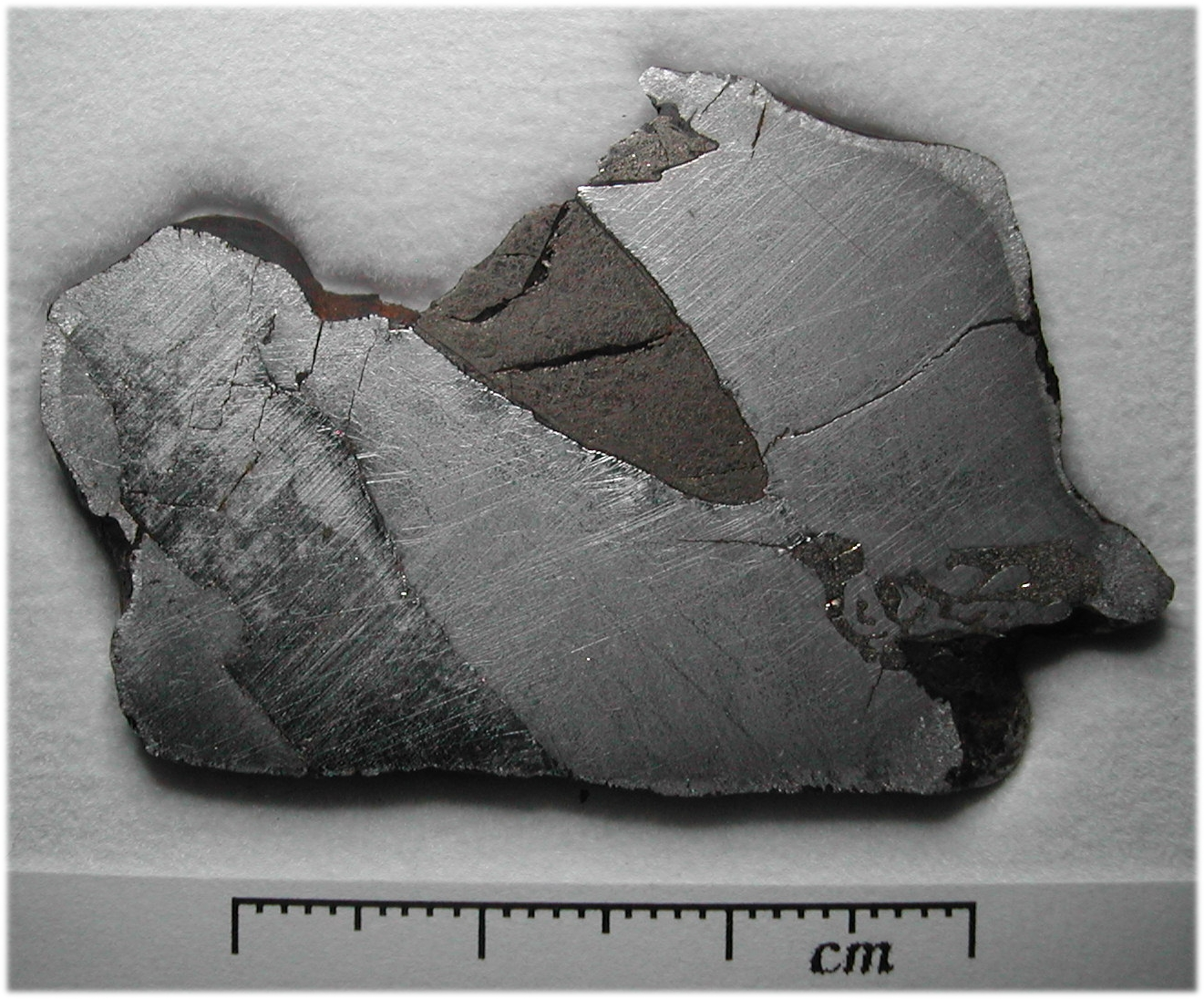
Lignes de Neumann dans la météorite de Sikhote-Aline.

Son nom provient de la structure cubique (i.e. hexaèdre) du cristal de kamacite.
Après polissage et attaque acide, les hexaédrites ne montrent pas de figures de Widmanstätten, mais elles comportent souvent des lignes de Neumann : des faisceaux de lignes parallèles qui se croisent sous des angles variés, et sont le signe d'impacts sur le corps parent. Ces lignes sont nommés d'après Johann G. Neumann, qui les découvrit en 1848.

## Classification chimique
Les concentrations en éléments trace (germanium, gallium et iridium) sont utilisées pour séparer les météorites de fer en classes chimiques, qui correspondent à des corps parents (astéroïdes) distincts. Les hexaédrites appartiennent aux classes chimiques suivantes :
- IIAB (inclut également quelques octaédrites)
- IIG